# 49 m-es műsorszóró sáv
A 49 méteres műsorszóró sáv a rövidhullámú sávba tartózó, műsorszórásra használt rádiófrekvenciás tartomány. Műsorszórásra mindegyik ITU régiókban egységesen van kiosztva elsődleges és egyedüli jelleggel.
A 49 m-es rövidhullámú sávon régen sok nemzetközi rádió üzemelt, melyek magyar nyelvű hírműsorokat is sugároztak. Itt volt megtalálható az egykori Szabad Európa Rádió.

## A 49 méteres műsorszóró sávra vonatkozó nemzetközisávterv[2]
| ITU régió                             | ITU régió | ITU régió |
| 1                                     | 2         | 3         |
| ------------------------------------- | --------- | --------- |
| 5900–5950 kHz MŰSORSZÓRÁS 5.134 5.136 |           |           |
| 5950–6200 kHz MŰSORSZÓRÁS             |           |           |

- 5.134 - Az 5900−5950 kHz, 7300−7350 kHz, 9400−9500 kHz, 11 600−11 650 kHz, 12 050−12 100 kHz, 13 570−13 600 kHz, 13 800−13 870 kHz, 15 600−15 800 kHz, 17 480−17 550 kHz és a 18 900−19 020 kHz frekvenciasávnak a műsorszóró szolgálat általi használata a 12. Cikkben lefektetett eljárás alkalmazásától függően lehetséges. Kívánatos, hogy az igazgatások ezekben a frekvenciasávokban tegyék lehetővé a digitális modulációjú adások bevezetését az 517. (Rev.WRC‑19) Határozat rendelkezéseinek megfelelően. (WRC‑19)
- 5.136 - Járulékos felosztás: azzal a feltétellel, hogy nem okoznak káros zavarást a műsorszóró szolgálatnak, az 5900−5950 kHz sáv frekvenciáit használhatják a következő szolgálatok azon állomásai, amelyek csak a telepítési helyük szerinti ország határain belül forgalmaznak: állandóhelyű szolgálat (mind a három Körzetben), földi mozgószolgálat (az 1. Körzetben), mozgószolgálat az (R) légi mozgószolgálat kivételével (a 2. és a 3. Körzetben). Kívánatos, hogy frekvenciáknak ezen szolgálatok részére történő használatakor az igazgatások a szükséges legkisebb teljesítményt használják, és legyenek tekintettel a frekvenciáknak arra a műsorszóró szolgálat általi évszaki használatára, amelyet a Rádiószabályzatnak megfelelően közzétesznek. (WRC‑07)

## A 49 méteres műsorszóró sávra vonatkozó magyarországisávterv[3]
| 5900–6200 kHz | 5900–6200 kHz | 5900–6200 kHz | 5900–6200 kHz                 | 5900–6200 kHz             | 5900–6200 kHz                  | 5900–6200 kHz                                                                 | 5900–6200 kHz                                                      |
| ------------- | ------------- | ------------- | ----------------------------- | ------------------------- | ------------------------------ | ----------------------------------------------------------------------------- | ------------------------------------------------------------------ |
| MŰSORSZÓRÁS   | 5.134         | P             |                               |                           | Földfelszíni rádió-műsorszórás | RR 12. Cikk T/R 51-01                                                         | A sávban kizárólag elektronikus hírközlési szolgáltatás nyújtható. |
| MŰSORSZÓRÁS   | 5.134         | P             | 1                             | K                         | RH analóg rádió-műsorszórás    | ITU-R BS.560-4, BS.639-0 MSZ EN 302 017, MSZ EN 303 345-2                     |                                                                    |
| MŰSORSZÓRÁS   | 5.134         | P             | 1                             | K                         | RH digitális rádió-műsorszórás | ITU-R BS.1514-2, BS.1615-2 ETSI EN 302 245-2, MSZ EN 303 345-5 MSZ EN 302 245 |                                                                    |
|               |               | PN            |                               |                           | SRD                            |                                                                               | 3. melléklet 9.1. pont                                             |
| 3             | K             | PN            | Vasúti alkalmazások           | 3. melléklet 9.5.1. pont  |                                |                                                                               |                                                                    |
| 3             | K             | PN            | Rádiómeghatározó alkalmazások | 3. melléklet 9.7.1. pont  |                                |                                                                               |                                                                    |
| 3             | K             | PN            | Induktív alkalmazások         | 3. melléklet 9.10.1. pont |                                |                                                                               |                                                                    |

- Az A oszlop meghatározza az adott sávhoz rendelt egyes rádiószolgálatokat
- A B oszlop meghatározza a vonatkozó lábjegyzetet, a harmonizált katonai sávra
- A C oszlop meghatározza a polgári, a nem polgári vagy az együttes célú használatra történő felosztást. A polgári célú felosztást P, a nem polgári célút N és az együttes célút E jelöli.
- A D oszlop meghatározza az alkalmazás jellegét. Az elsődleges jelleget 1-es, a másodlagos jelleget 2-es, a harmadlagos jelleget 3-as szám jelöli.
- Az E oszlop meghatározza az alkalmazás használatbavételi lehetőségét. A kijelölt kategóriát K, a tervezett kategóriát T jelöli.
- Az F oszlop meghatározza az alkalmazás megnevezését.
- A G oszlop tartalmazza a vonatkozó nemzetközi és hazai dokumentumokra hivatkozásokat
- A H oszlop tartalmazza a frekvenciasávok használata során alkalmazandó további rádióspektrum-gazdálkodási követelményeket és jellemzőket, valamint sávhasználati feltételeket.

## A rövidhullámú műsorszóráshoz meghatározottadásmódok[4]
Az alkalmazott adásmód kétoldalsávos teljes vivőjű amplitúdómoduláció (AM-DSB).
| ITU                    | 1         | 2         | 3         |
| ---------------------- | --------- | --------- | --------- |
| Analóg hangcsatorna    | 10K0A3EGN | 10K0A3EGN | 10K0A3EGN |
| Digitális hangcsatorna | 10K0X7EXF | 10K0X7EXF | 10K0X7EXF |

Maximális átviteli sávszélességnek 10 kHz van kijelölve, viszont a csatornakiosztást 5 kHz-es lépésközzel határozták meg. Régebben keskenysávú hangátvitelt, 5K00A3EGN adásmódot használtak, mivel leginkább beszédalapú műsorokat sugároztak rövidhullámon. Ezzel a keskenysávú hangátvitellel napjainkban is lehet találkozni rövidhullámon.

## A 49 m-es sávon műsorszórásra kiosztott csatornák
| Sávblokk      | Csatorna | Frekvencia (kHz) | Frekvencia (kHz) | Frekvencia (kHz) |
| Sávblokk      | Csatorna | ITU 1            | ITU 2            | ITU 3            |
| ------------- | -------- | ---------------- | ---------------- | ---------------- |
| 5900–5950 kHz | 1        | 5905             | 5905             | 5905             |
| 5900–5950 kHz | 2        | 5910             | 5910             | 5910             |
| 5900–5950 kHz | 3        | 5915             | 5915             | 5915             |
| 5900–5950 kHz | 4        | 5920             | 5920             | 5920             |
| 5900–5950 kHz | 5        | 5925             | 5925             | 5925             |
| 5900–5950 kHz | 6        | 5930             | 5930             | 5930             |
| 5900–5950 kHz | 7        | 5935             | 5935             | 5935             |
| 5900–5950 kHz | 8        | 5940             | 5940             | 5940             |
| 5900–5950 kHz | 9        | 5945             | 5945             | 5945             |
| 5900–5950 kHz | 10       | 5950             | 5950             | 5950             |
| 5950–6200 kHz | 11       | 5955             | 5955             | 5955             |
| 5950–6200 kHz | 12       | 5960             | 5960             | 5960             |
| 5950–6200 kHz | 13       | 5965             | 5965             | 5965             |
| 5950–6200 kHz | 14       | 5970             | 5970             | 5970             |
| 5950–6200 kHz | 15       | 5975             | 5975             | 5975             |
| 5950–6200 kHz | 16       | 5980             | 5980             | 5980             |
| 5950–6200 kHz | 17       | 5985             | 5985             | 5985             |
| 5950–6200 kHz | 18       | 5990             | 5990             | 5990             |
| 5950–6200 kHz | 19       | 5995             | 5995             | 5995             |
| 5950–6200 kHz | 20       | 6000             | 6000             | 6000             |
| 5950–6200 kHz | 21       | 6005             | 6005             | 6005             |
| 5950–6200 kHz | 22       | 6010             | 6010             | 6010             |
| 5950–6200 kHz | 23       | 6015             | 6015             | 6015             |
| 5950–6200 kHz | 24       | 6020             | 6020             | 6020             |
| 5950–6200 kHz | 25       | 6025             | 6025             | 6025             |
| 5950–6200 kHz | 26       | 6030             | 6030             | 6030             |
| 5950–6200 kHz | 27       | 6035             | 6035             | 6035             |
| 5950–6200 kHz | 28       | 6040             | 6040             | 6040             |
| 5950–6200 kHz | 29       | 6045             | 6045             | 6045             |
| 5950–6200 kHz | 30       | 6050             | 6050             | 6050             |
| 5950–6200 kHz | 31       | 6055             | 6055             | 6055             |
| 5950–6200 kHz | 32       | 6060             | 6060             | 6060             |
| 5950–6200 kHz | 33       | 6065             | 6065             | 6065             |
| 5950–6200 kHz | 34       | 6070             | 6070             | 6070             |
| 5950–6200 kHz | 35       | 6075             | 6075             | 6075             |
| 5950–6200 kHz | 36       | 6080             | 6080             | 6080             |
| 5950–6200 kHz | 37       | 6085             | 6085             | 6085             |
| 5950–6200 kHz | 38       | 6090             | 6090             | 6090             |
| 5950–6200 kHz | 39       | 6095             | 6095             | 6095             |
| 5950–6200 kHz | 40       | 6100             | 6100             | 6100             |
| 5950–6200 kHz | 41       | 6105             | 6105             | 6105             |
| 5950–6200 kHz | 42       | 6110             | 6110             | 6110             |
| 5950–6200 kHz | 43       | 6115             | 6115             | 6115             |
| 5950–6200 kHz | 44       | 6120             | 6120             | 6120             |
| 5950–6200 kHz | 45       | 6125             | 6125             | 6125             |
| 5950–6200 kHz | 46       | 6130             | 6130             | 6130             |
| 5950–6200 kHz | 47       | 6135             | 6135             | 6135             |
| 5950–6200 kHz | 48       | 6140             | 6140             | 6140             |
| 5950–6200 kHz | 49       | 6145             | 6145             | 6145             |
| 5950–6200 kHz | 50       | 6150             | 6150             | 6150             |
| 5950–6200 kHz | 51       | 6155             | 6155             | 6155             |
| 5950–6200 kHz | 52       | 6160             | 6160             | 6160             |
| 5950–6200 kHz | 53       | 6165             | 6165             | 6165             |
| 5950–6200 kHz | 54       | 6170             | 6170             | 6170             |
| 5950–6200 kHz | 55       | 6175             | 6175             | 6175             |
| 5950–6200 kHz | 56       | 6180             | 6180             | 6180             |
| 5950–6200 kHz | 57       | 6185             | 6185             | 6185             |
| 5950–6200 kHz | 58       | 6190             | 6190             | 6190             |
| 5950–6200 kHz | 59       | 6195             | 6195             | 6195             |